# Fevzi Gökdoğan
Fevzi Gökdoğan – turecki zapaśnik walczący w stylu wolnym. Zajął piąte miejsce na mistrzostwach świata w 1978. Brązowy medalista mistrzostw Europy w 1977; czwarty w 1978 roku.